# Ottagono Ca’ Roman
Ottagono Ca’ Roman ist eine kleine Insel in der südlichen Lagune von Venedig. Sie hat eine Fläche von 2.023 m² und bewachte als eine der vier achteckigen Festungen vom 16. bis 20. Jahrhundert die südlichste Einfahrt in die Lagune. Das Gebiet um die Insel gilt als einer der ökologisch am besten erhaltenen Abschnitte der Lagune.

## Geschichte
Die Insel war nie durchgehend bewohnt. Dennoch war sie für Venedig von Bedeutung, da ihr die Aufgabe zufiel, einen Teil des Verteidigungssystems darzustellen, denn sie sicherte eine der Durchfahrten zwischen der Lagune und der Adria. Angesichts der Kriege mit den Osmanen, die 1571 in der Seeschlacht von Lepanto ihren vorläufigen Höhepunkt fanden, beschloss der Senat der Republik Venedig, die Einfahrten in die Lagune militärisch zu sichern. Dazu sollten vier achteckige Festungsbauten (ottagoni) entstehen. Die Insel Alberoni bildete zusammen mit der Festung auf Campana und auf Poveglia eine Verteidigungslinie gegen Eindringlinge in die Einfahrt von Malamocco.
Im Laufe des Krieges um das kretische Candia, der Venedig von 1646 bis 1669 beschäftigte, wurde die Insel noch stärker befestigt. Danach wurden die Ottagoni jedoch vernachlässigt, bis es ab 1726 zu abermaligen Modernisierungen kam. Nach 1797 errichteten die Österreicher eine Festung auf der Insel. Bereits 1870 war die Insel unter ihrem heutigen Namen, der nichts anderes bedeutet als aufgegebenes Oktogon, bekannt. Zu dieser Zeit begann der Verfall, der sich seither fortgesetzt hat.
Die Franzosen integrierten die Insel 1806 bis 1814 in ihr Verteidigungssystem. Die Österreicher, die Venedig von 1815 bis 1866 beherrschten, verstärkten die Insel ebenfalls durch Kasematten und zusätzliche Kanonen. Vor allem die zur Adria gerichtete Seite wurde ausgebaut. Wahrscheinlich im Zweiten Weltkrieg entstand eine Plattform für die Artillerie.
Zwischen 1923 und 1941 bestand auf Ca’ Roman, also der zu Pellestrina gehörenden Südspitze der langgestreckten Insel, eine Sommerschule, die von Professor Alberto Graziani gegründet worden war. 1941 ging diese an die Canossianerinnen. Während der zweijährigen deutschen Besatzung zwischen 1943 und 1945 entstanden neue Bunker und sonstige militärische Anlagen. Nach 1990 ermöglichte eine gemeinnützige Organisation unter dem Namen Villaggio Marino di Ca' Roman Aufenthalte für Familien und Behinderte.